# Berdyčiv
Berdyčiv (ukrajinsky Бердичів), známý též jako Berdyčev či Berdičev (rusky Бердичев; polsky Berdyczów) je historické město na střední Ukrajině. Leží na jihu Žytomyrské oblasti, zhruba 45 km jižně od Žytomyru. Je správním centrem Berdyčevského rajónu a s přibližně 73 tisíci obyvatel je druhým největším městem oblasti.

## Dějiny

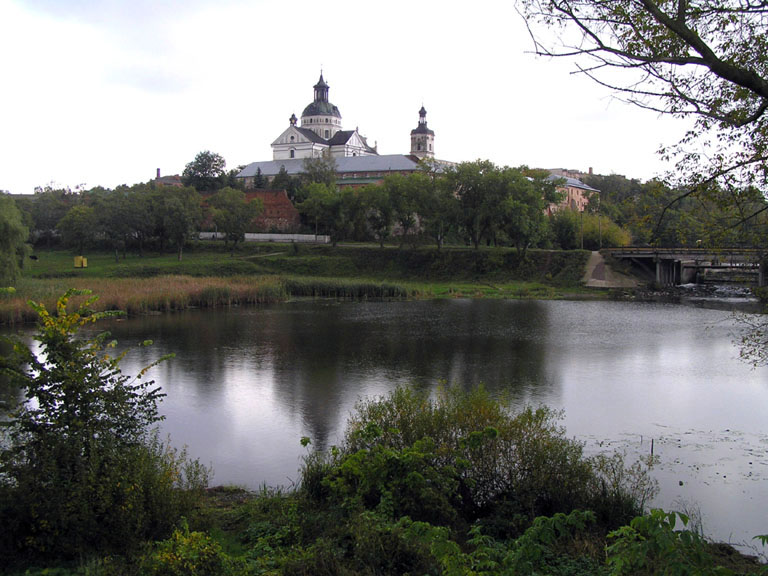
Karmelitánský klášter v Berdyčevě

Město bylo založeno roku 1430 za vlády litevského knížete Vytautase. Největší rozvoj zaznamenalo v raném 19. století, kdy jakožto obchodní a bankovní centrum mohlo konkurovat i nedalekému Žytomyru a Kyjevu. V roce 1867 bylo z 52 563 obyvatel 41 617 (tedy 80 %) židovského vyznání; Berdyčiv měl v té době druhou největší židovskou komunitu v Ruském impériu. Později však mnoho z nich odešlo, převážně do Oděsy.

## Současnost a pamětihodnosti
Dnes je Beryčiv sídlem strojírenského průmyslu a železničním uzlem, kde se kříží východozápadní trať Kyjev–Šepetivka–Lvov se severojižním tahem Petrohrad–Mohylev–Žytomyr–Oděsa.
Ve městě se zachovaly některé architektonické památky z doby baroka, např. karmelitánský klášter a kostel sv. Barbory, v němž se roku 1850 oženil spisovatel Honoré de Balzac se šlechtičnou Ewelinou Hańskou. Četné židovské památky v průběhu sovětské éry a holocaustu téměř úplně zmizely. Město má dodnes významnou polskou národnostní menšinu.

## Slavní rodáci
- Grigorij Goldenberg (1855–1880), revolucionář
- Joseph Conrad (1857–1924), polsko-britský spisovatel
- Der Nister (1884–1950), spisovatel v jidiš
- Vladimir Horowitz (1903–1989), pianista
- Vasilij Grossman (1905–1964), spisovatel
- Josef Tamir (1915–2009), politik

Ve městě pobýval také spisovatel Honoré de Balzac a polský skladatel Fryderyk Chopin.